# العلاقات الفلبينية الشمال مقدونية
العلاقات الفلبينية الشمال مقدونية هي العلاقات الثنائية التي تجمع بين الفلبين وشمال مقدونيا.

## مقارنة بين البلدين
هذه مقارنة عامة ومرجعية للدولتين:
| وجه المقارنة                                              | الفلبين                       | شمال مقدونيا                                               |
| --------------------------------------------------------- | ----------------------------- | ---------------------------------------------------------- |
| المساحة (كم2)                                             | 343.45 ألف                    | 25.71 ألف                                                  |
| عدد السكان (نسمة)                                         | 104.92 مليون                  | 2.08 مليون                                                 |
| الكثافة السكانية (ن./كم²)                                 | 305.49                        | 80.9                                                       |
| العاصمة                                                   | مانيلا                        | إسكوبية                                                    |
| اللغة الرسمية                                             | اللغة الفلبينية، لغة إنجليزية | اللغة المقدونية، اللغة الألبانية                           |
| العملة                                                    | بيسو فلبيني                   | دينار مقدوني                                               |
| الناتج المحلي الإجمالي (بليون دولار)                      | 313.60 مليار                  | 11.34 مليار                                                |
| الناتج المحلي الإجمالي (تعادل القوة الشرائية) بليون دولار | 743.90 مليار                  | 29.26 مليار                                                |
| الناتج المحلي الإجمالي الاسمي للفرد دولار أمريكي          | 2.90 ألف                      | 4.85 ألف                                                   |
| الناتج المحلي الإجمالي للفرد دولار أمريكي                 | 7.39 ألف                      | 16.25 ألف                                                  |
| مؤشر التنمية البشرية                                      | 0.668                         | 0.747                                                      |
| رمز المكالمات الدولي                                      | +63                           | +389                                                       |
| رمز الإنترنت                                              | .ph                           | .mk                                                        |
| المنطقة الزمنية                                           | توقيت الفلبين                 | توقيت وسط أوروبا، ت ع م+01:00، ت ع م+02:00، أوروبا/سكوبيه ‏ |

## منظمات دولية مشتركة
يشترك البلدان في عضوية مجموعة من المنظمات الدولية، منها:
| علم المنظمة | اسم المنظمة                               | تاريخ انضمام الفلبين | تاريخ انضمام شمال مقدونيا |
| ----------- | ----------------------------------------- | -------------------- | ------------------------- |
|             | مؤسسة التنمية الدولية                     | 28 أكتوبر 1960       | 25 فبراير 1993            |
|             | يونسكو                                    | 21 نوفمبر 1946       | 28 يونيو 1993             |
|             | وكالة ضمان الاستثمار متعدد الأطراف        | 8 فبراير 1994        | 19 مارس 1993              |
|             | الأمم المتحدة                             | 24 أكتوبر 1945       | 8 أبريل 1993              |
|             | الاتحاد البريدي العالمي                   | ?                    | ?                         |
|             | البنك الدولي للإنشاء والتعمير             | 27 ديسمبر 1945       | 25 فبراير 1993            |
|             | الاتحاد الدولي للاتصالات                  | 25 مايو 1912         | 4 مايو 1993               |
|             | منظمة حظر الأسلحة الكيميائية              | ?                    | ?                         |
|             | مؤسسة التمويل الدولية                     | 12 أغسطس 1957        | 25 فبراير 1993            |
|             | المركز الدولي لتسوية المنازعات الاستشارية | 17 ديسمبر 1978       | 26 نوفمبر 1998            |
|             | منظمة التجارة العالمية                    | 1995                 | ?                         |
|             | منظمة الشرطة الجنائية الدولية             | ?                    | ?                         |

## وصلات خارجية
- موقع وزارة الخارجية الفلبينية